# Ischnoptera euneta
Ischnoptera euneta är en fjärilsart som beskrevs av Turner 1940. Ischnoptera euneta ingår i släktet Ischnoptera och familjen plattmalar. Inga underarter finns listade i Catalogue of Life.